# Letzenberg (Kronach)
Letzenberg (früher auch Aasberg genannt) ist ein Gemeindeteil der Kreisstadt Kronach im Landkreis Kronach (Oberfranken, Bayern).

## Geographie
Die Einöde liegt am Fuße der bewaldeten Anhöhe Letzenberg (557 m ü. NHN, 0,7 km nördlich). Ein Anliegerweg führt nach Letzenhof (0,5 km westlich) bzw. nach Trebesgrund (0,3 km nordöstlich).

## Geschichte
Gegen Ende des 18. Jahrhunderts bestand Letzenberg aus einem Anwesen. Das Hochgericht übte das bambergische Centamt Kronach aus. Grundherr der Fronsölde war das Spital Kronach.
Mit dem Gemeindeedikt wurde Letzenberg dem 1808 gebildeten Steuerdistrikt Reitsch und der 1818 gebildeten Ruralgemeinde Glosberg zugewiesen. Am 1. Mai 1978 wurde Letzenberg im Zuge der Gebietsreform in Bayern in Kronach eingegliedert.

### Einwohnerentwicklung
| Jahr      | 001818 | 001861 | 001871 | 001885 | 001900 | 001925 | 001950 | 001961 | 001970 | 001987 |
| Einwohner |        | 5      | 3      | 7      | 9      | 9      | 5      | 8      | 5      | 8      |
| Häuser    | 1      |        |        | 1      | 1      | 1      | 1      | 1      |        | 2      |
| Quelle    | [ 6 ]  | [ 2 ]  | [ 8 ]  | [ 9 ]  | [ 10 ] | [ 11 ] | [ 12 ] | [ 13 ] | [ 14 ] | [ 1 ]  |

## Religion
Der Ort ist römisch-katholisch geprägt und war ursprünglich nach St. Johannes der Täufer (Kronach) gepfarrt, seit dem 19. Jahrhundert ist die Pfarrei Mariä Geburt (Glosberg) zuständig.